# 圖克圖山 (安卡什大區)
9°37′28″S 77°16′48″W / 9.62444°S 77.28000°W
圖克圖山（Tuctu），是秘魯的山峰，位於該國北部安卡什大區，由奧列羅斯區和查文德萬塔爾區負責管轄，屬於布蘭卡山脈的一部分，海拔高度5,000米。